# 富澤慎
富澤慎（Makoto Tomizawa，1984年7月19日—），是一名出生於日本新潟縣柏崎市的男子帆船運動員。曾參加2008年、2012年和2016年三屆奧運，分別獲得第10名、第28名和第15名。他也參加了2010年、2014年和2018年三屆亞運，均未獲得獎牌。

## 參賽紀錄
| 年份 | 賽事           | 主辦城市   | 名次   | 項目   |
| ---- | -------------- | ---------- | ------ | ------ |
| 2008 | 奧林匹克運動會 | 北京       | 第10名 | 風浪板 |
| 2012 | 奧林匹克運動會 | 倫敦       | 第28名 | 風浪板 |
| 2016 | 奧林匹克運動會 | 里约热内卢 | 第15名 | 風浪板 |